# Chlamydopsis baloghi
Chlamydopsis baloghi är en skalbaggsart som beskrevs av Michael S. Caterino 2006. Chlamydopsis baloghi ingår i släktet Chlamydopsis och familjen stumpbaggar. Inga underarter finns listade i Catalogue of Life.